# 17세의 지도
| 전문가 평가                 | 전문가 평가 |
| 평가 점수                   | 평가 점수   |
| 출처                        | 점수        |
| --------------------------- | ----------- |
| 문예별책 (마츠이 타쿠미)    | 긍정적      |
| 문예별책 (카와이 료이치)    | 긍정적      |
| 음악지가 쓰지 않는 J팝 비평 | 긍정적      |
| CD 저널                     | 긍정적      |
| Forget Me Not               | 긍정적      |

《17세의 지도》(일본어: 十七歳の地図 주우나나사이노 치즈[*])는 일본의 싱어송라이터 오자키 유타카의 첫 번째 데뷔 스튜디오 음반이다. 1983년 12월 1일, 소니 뮤직 레코드에서 발매되었다. 이 음반은 소니가 주최한 SD 오디션에서 통과된 오자키의 첫 번째 음반으로, 오자키가 작사, 작곡하고 스도 아키라가 프로듀싱했다. 이 녹음은 오자키가 고등학교에 재학 중이던 1983년 도쿄에서 이루어졌으며, 하마다 쇼고가 소속된 록 밴드인 아이노 멤버였던 죠시 칸지와 아오야마 토루가 맡았으며, 죠시와 하마다 백밴드에 소속된 니시모토 아키라가 편곡을 맡았다. 또한, HOUND DOG의 보컬인 오오토모 코헤이가 코러스로 참여했다.
오리콘 차트는 1991년 가장 높은 재출시율로 2위를 차지했으며, 113만 장이 판매되어 밀리언셀러가 되었다. 1996년 1월 기준 재출시 버전의 판매량은 160만 장을 돌파하고 일본레코드협회로부터 쿼드러풀 플래티넘 인증을 받았으며, 최종 총 판매량은 약 300만 장에 달했다. 많은 평론가들로부터 긍정적인 평가를 받았으며, 청소년들의 감정을 묘사한 가사가 높은 관심을 끌며 온라인 "일본 음악 명반 100선"에 선정되기도 했다.

## 배경
오자키는 초등학교 5학년 때 부모님이 단독주택을 구입했지만 전학 가는 학교에 적응하지 못해 매일 아침 집을 나간 지 한 시간 정도 지나서야 집으로 돌아갔고 실제로 학교에 가지 않았다고 한다. 오자키는 어렸을 때 내성적인 성격을 가지고 있다며 성격이 "강하고 조율되지 않았다"며 주변 사람들이 아이돌 가수에 집착하는 것을 싫어했다고 말했다. 학교에 다니지 않던 오자키는 형이 클래식 기타를 구입한 이후 사용하지 않았던 기타를 집기 시작하면서 음악에 입문했다. 싱어송라이터의 모든 포크와 노래에 관심이 많았던 오자키는 특히 이노우에 요스이의 말이라는 세계적인 상황에 매료되었다. 초등학교 6학년 때는 6개월 동안 학교에 가지 않기로 했고, 그 기간 동안 기타를 치면서 이노우에, 사다 마사시, 이루카의 노래를 계속 불렀다.
오자키는 중학생이 되면서 아사카 중학교에 입학하지 않고 예전에 살던 네리마구의 한 중학교로 입학했다. 오자키는 옛 친구들을 다시 만나 학교에 다니기 시작했고 포크 동아리에 가입했다. 초등학교에 다니지 않고 매일 기타를 연주하던 오자키는 같은 학년 누구보다 기타와 노래를 잘한다는 점에서 곧 좋은 인상을 받았고, 목소리의 질이 기시다 사토시와 비슷하다는 점에서 갑자기 학교에서 유명해졌다. 그 후 오자키는 아오야마 중고등학교에 진학해 재킷만 보고 구입한 잭슨 브라운의 음반 《Running on Empty》 (1977년)의 타이틀곡을 듣고 충격을 받았다. 이러한 영향으로 〈거리의 풍경〉, 〈댄스홀〉 등의 곡이 제작되었지만 기타 하나를 연주하는 스타일이 시대에 뒤떨어진 포크라고 볼 수 있다고 생각한 결과 누구에게도 공개하지 않았다.

## 곡 목록
모든 곡들은 오자키 유타카에 의해 작사/작곡하였다.
| #  | 제목                                               | 재생 시간 |
| -- | -------------------------------------------------- | --------- |
| 1. | 〈거리의 풍경 (街の風景)〉                         | 4:56      |
| 2. | 〈시작조차 노래할 수 없어 (はじまりさえ歌えない)〉 | 4:28      |
| 3. | 〈I LOVE YOU〉                                     | 4:18      |
| 4. | 〈하이스쿨 Rock'n'Roll (ハイスクールRock'n'Roll)〉 | 3:49      |
| 5. | 〈열다섯의 밤 (15の夜)〉                           | 5:31      |

| #   | 제목                                          | 재생 시간 |
| --- | --------------------------------------------- | --------- |
| 6.  | 〈17세의 지도 (十七歳の地図)〉                | 4:59      |
| 7.  | 〈사랑이 사라진 거리 (愛の消えた街)〉         | 4:45      |
| 8.  | 〈OH MY LITTLE GIRL〉                         | 4:35      |
| 9.  | 〈상처받은 사람들에게 (傷つけた人々へ)〉      | 5:06      |
| 10. | 〈내가 나이기 위해서는 (僕が僕であるために)〉 | 4:52      |